# Haruhisa Hasegawa
Haruhisa Hasegawa (長谷川 治久, Hasegawa Haruhisa) est un footballeur japonais né le 14 avril 1957 dans la préfecture de Hyogo au Japon.